# Sophie Gengembre Anderson
Sophie Gengembre Anderson (París, 1823 - Falmouth, Cornualles, Inglaterra, 1903) fue una artista británica cuya obra ha sido clasificada como perteneciente al movimiento prerrafaelita. 
Hija de un arquitecto parisino, Charles A.C. Gengembre, y de una madre nativa de Inglaterra, recibió estudios sobre la pintura de retratos del Barón von Steuben en París. A causa del estallido de las revoluciones de 1848, marchó a Cincinnati, Ohio, en Estados Unidos, donde contrajo matrimonio con el también pintor británico Walter Anderson. En 1854 se mudó a Inglaterra, y en 1855 exhibió sus cuadros en la Royal Academy de Londres. Su obra se basa en retratos de niños. 